# Бресткин, Михаил Павлович
Михаил Павлович Бресткин (22 апреля [4 мая] 1895, Борисоглебский городской округ — 7 июня 1986) — советский военный деятель и деятель медицины, генерал-майор медицинской службы.

## Биография
Родился в 1895 году в селе Махровка. Член КПСС.
С 1918 года работал в хозяйственной, общественной и политической сферах.
В 1918—1946 гг. — студент, ординатор Военно-медицинской академии имени С. М. Кирова, преподаватель, начальник лаборатории авиационной медицины, участник Великой Отечественной войны, начальник кафедры физиологии военного труда Военно-медицинской академии.
Состоял в правлении Ленинградского общества физиологов, биохимиков и фармакологов им. И. М. Сеченова.
Умер 7 июня 1986 года в в Ленинграде. Похоронен на Богословском кладбище.

## Награды
За разработку новых методов физиологических исследований был как руководитель удостоен Сталинской премии второй степени 1951 года.
Был удостоен Орденом Красной Звезды

## Научные труды
- Влияние аноксемии на деятельность желудочных желез // Труды Военно-медицинской академии. — 1941. — Т. 34. — С. 7. (совм, с др.);
- Высшая нервная деятельность при пониженном давлении // Труды 15-го совещания по проблеме высшей нервной деятельности, посвящённого 50-летию учения академика И. П. Павлова об условных рефлексах. — М.— Л., 1952. — С. 219;
- К вопросу о влиянии пониженного парциального давления кислорода на организм и о механизмах уравновешивания последним этого влияния. // Функции организма в условиях изменённой газовой среды. / под ред. Л. А. Орбели. — М.— Л., 1958. — Т. 2. — С. 3.